# セビリアの理髪師
『セビリアの理髪師』（セビリアのりはつし）は、フランスの劇作家ボーマルシェの書いた風刺的な戯曲（フランス語原題：Le barbier de Séville ou la précaution inutile 「セビリアの理髪師あるいは無用の用心」）、ならびに同戯曲を題材にジョアキーノ・ロッシーニの作曲した2幕のメロドランマ・ブッフォ（イタリア語原題：Almaviva o sia L'inutile precauzione、一般には Il Barbiere di Siviglia ）である。本項ではロッシーニのオペラについて扱う。なお、ロッシーニに先立ってジョヴァンニ・パイジエッロが同戯曲により同名のオペラを作曲している（1782年初演）が、ロッシーニ作品の成功によって忘れられた存在となった。
なお、セビリア（Sevilla [seˈβiʎa, -ɟʝa, -ʝa]）はスペインの都市で、セビーリャ、セビージャあるいはセビーヤとも表記されるが、イタリア語ではスィヴィッリャ（Siviglia [siˈviʎʎa]）、フランス語ではセヴィーユ（Séville [sevij]）、英語ではセヴィル（Seville [səˈvɪl]）となる。

## 概要

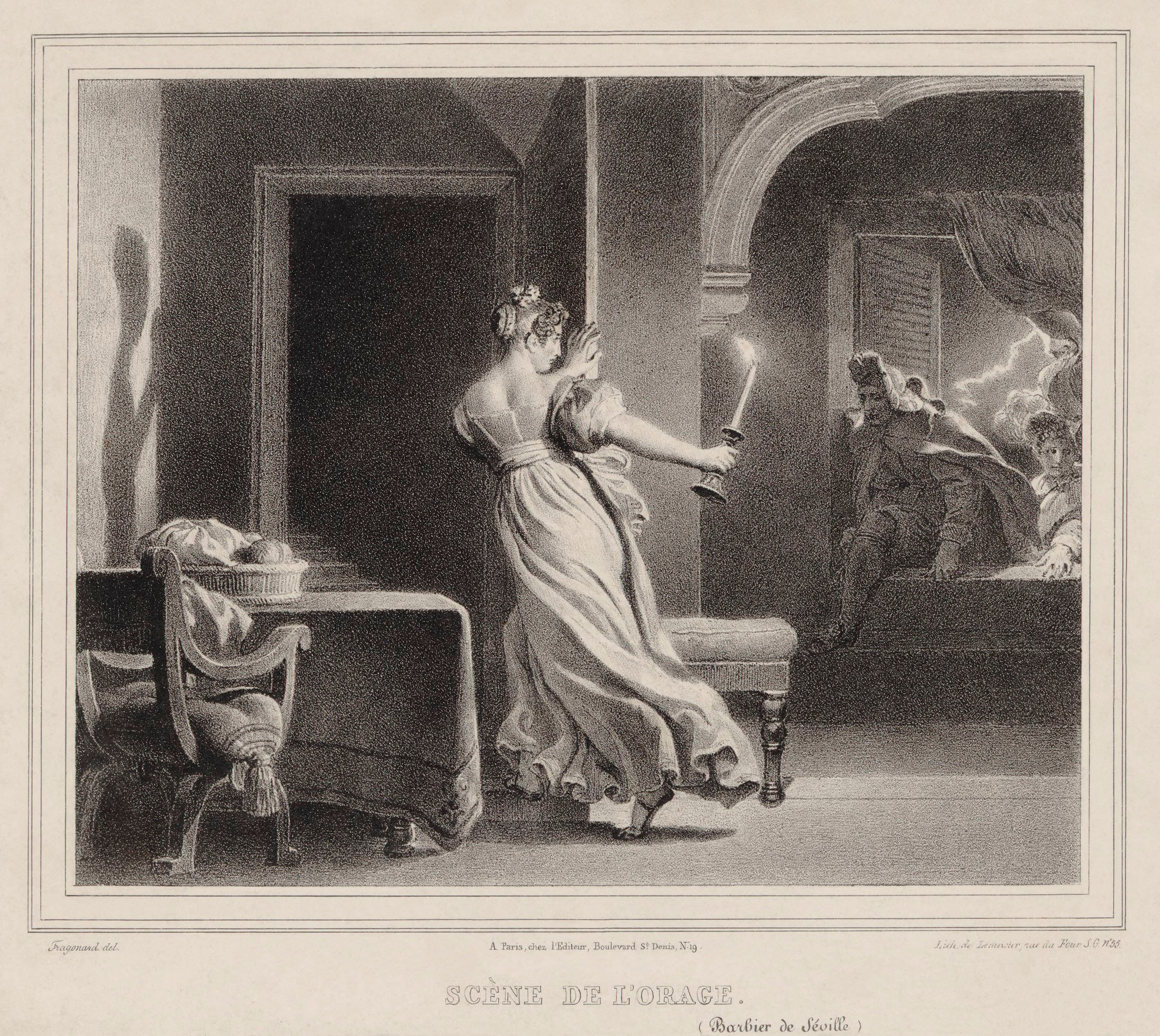
アレクサンドル＝エヴァリスト・フラゴナールによるリトグラフ、1830年

本作は元々オペラ・コミックとして1772年に制作されたが、イタリア劇団に上演を断られたことから喜劇として書き直された。戯曲は1775年2月23日に初めて上演されたものの、上演数日前に四幕で描かれたものを五幕に変更したため評価は悪く、2月26日に四幕に修正されたうえで再演された。喜劇『フィガロの結婚』（第2部 1786年／モーツァルトがオペラ化、同年初演）、正劇『罪ある母』（第3部 1792年／ミヨーがオペラ化）とともに3部作と言われている。オペラのリブレットはボーマルシェの戯曲に基づき、チェーザレ・ステルビーニが書いた。初演は、1816年2月20日にローマのテアトロ・アルジェンティーナで行われた。ロッシーニのオペラの中で最も速い2週間で作曲され、現在でも頻繁に上演される。現在もロッシーニ随一の人気作品ではあるが、特に作曲者の再評価が始まる1970年前後までは、他の作品がほとんど上演されることがなかったため、唯一の代表作扱いをされていた。悲劇が好まれるイタリア・オペラとしては、ドニゼッティの『愛の妙薬』などとともに、少数派に属する明朗喜劇として人気を博している。
序曲は単独で演奏されることも多いが、元来はオペラ『パルミーラのアウレリアーノ』（1813年作曲）の序曲として書かれたものである。ロッシーニはこれを『イングランドの女王エリザベッタ』（1815年）に手を加えて用いた。『セビリアの理髪師』でも再び同じ曲を用いているが、現在は全曲自筆譜に序曲を欠いているため『パルミーラのアウレリアーノ』序曲を用いることが一般的である。

## 登場人物
- アルマヴィーヴァ伯爵 Il Conte d'Almaviva （テノール）
- バルトロ（医師） Bartolo, dottore in medicina （バス）
- ロジーナ（バルトロの姪） Rosina, ricca pupilla in cas di Bartolo （メゾソプラノ）
- フィガロ（理髪師） Figaro, barbiere　（バリトン）
- バジリオ（音楽教師） Basilio, maestro di musica di Rosina （バス）
- フィオレッロ（伯爵の召使） Fiorello, servitore d'Almaviva （バリトン）
- アンブロージョ（バルトロ家の召使） Ambrogio, servitore di Bartolo （バス）
- ベルタ（バルトロ家の女中） Berta, vecchia cameriera di Bartolo （メゾソプラノ）
- 士官 Un ufficiale (バス)
- 公証人 Un notaio

## 楽器編成
フルート2、オーボエ1（序曲のみ2番オーボエあり）、クラリネット2、ファゴット2、ホルン2、トランペット2、ティンパニ（原典版にはないとされる）、シストルム、大太鼓、ギター、通奏低音、弦五部

## 演奏時間
約2時間40分（第1幕100分、第2幕60分：カット無しで19番のアリアも含む）

## あらすじ

### 第1幕第1場
舞台はセビリア。夜明け前のバルトロ邸の前のある広場に、伯爵の召使フィオレッロが数人の楽師を連れて登場する。その後、アルマヴィーヴァ伯爵が登場する。
バルトロ邸のバルコニーに向かい、伯爵が愛の歌を歌うが、彼の想い人は現れない。伯爵は落胆し、楽師たちに金を渡し下がらせる。思い切れない伯爵は立ち去らずバルコニーの下で待つ。フィオレッロも伯爵の合図を待って奥で控えることになる。
夜明けとともに町の何でも屋フィガロが登場する。（カヴァティーナ「ラ、ラン、ラ、レーラ…町のなんでも屋に」）隠れていた伯爵は、既知であったフィガロにプラドで一目惚れしてしまったこの家の医者の娘を追ってきたことを打ち明ける。フィガロは伯爵に医者は彼女の後見人であることを教える。
バルコニーにロジーナが登場し、伯爵に手紙を渡そうとするが、そこにバルトロがやってきて、手にある紙は何かを正す。ロジーナは「無駄な用心」のアリアの歌詞だと言い、バルコニーから手紙を落とし、バルトロに拾ってくるように頼む。伯爵は手紙を拾い、フィガロと共に隠れるが、表に出てきたバルトロは自分が騙されたことに気づき、ロジーナにバルコニーから家の中に入るように命じる。
手紙には、伯爵に心引かれていること、後見人に禁止されているためバルコニーにでることもできないことが書かれている。伯爵はフィガロから、バルトロがロジーナの資産を狙って妻にしようと目論んでいることを教えられる。外出するバルトロは家の外から、ドン・バジリオに頼み今日中にロジーナと結婚することを家の中に叫び、伯爵たちもそれを知る。
バルトロがいなくなったので、伯爵はフィガロに促されバルコニーの下からロジーナに愛のカンツォーネを歌う。しかし、自分の地位や資産に関係なくロジーナに愛して欲しいと思い、金のない「リンドーロ」だと名乗る。ロジーナは好意的な反応を返すが、見張りがいたため家の中に入る。
伯爵は今日中にバルトロ邸に入りたいとフィガロに依頼し、報酬として金貨をやると言う。フィガロは金貨に喜び、酔っ払いの軍人のふりをして宿泊証を持って訪問することを提案する。（二重唱「あの不思議にして万能の」）伯爵はその案を採用し、喜び勇んで退場する。置いていかれたフィオレッロが主人の勝手を嘆きつつ退場する。

### 第1幕第2場
ドン・バルトロの家の自室でロジーナが、リンドーロと結婚する決意を固める。（カヴァティーナ「ある声が今しがた」）彼にあてた手紙を書いたので、フィガロに仲介を頼むことを考える。
出入りの理髪師であるフィガロがやってきて、二人はそれぞれ話をもちかけようとするが、ドン・バルトロが帰宅したため、フィガロは慌てて身を隠す。バルトロはロジーナを牽制した後、やってきたドン・バジリオに、今日中に秘密裏にロジーナと結婚したいともちかける。理由として、ロジーナに惚れているアルマヴィーヴァ伯爵がセビリアに来ていることをあげる。ドン・バジリオは伯爵の中傷をロジーナに吹き込むことを提案する（アリア「中傷とはそよ風です」）が、バルトロは一刻を争っているため、結婚契約書を作ることを要求し、バジリオはそれを受ける。
2人の企みを盗み聞きしたフィガロは、こっそりやってきたロジーナにそのことを告げるが彼女は歯牙にもかけない。それよりもリンドーロのことを教えてほしいと要求し、フィガロは彼は自分の従兄弟でロジーナに恋をしていることを伝える。逢引のために手紙を書くようにフィガロが勧めると、ロジーナは既に用意していた手紙を渡す。彼女の抜け目のなさに驚きながらフィガロは手紙を持って退場する。
ロジーナの部屋にバルトロがやってきて、彼女が誰かに手紙を書いたことを突き止め、非難する（アリア「私のような医者に向かって」）。さらに召使に監視させることにする。
玄関を乱暴に叩き、騎兵に変装した伯爵が酔っ払いのふりをしながら乱入する。さんざんバルトロをからかい、宿泊証をつきつけてバルトロの家に泊まろうとする。騒ぎにきづいたロジーナは、騎兵を見てすぐに彼がリンドーロであることに気づく。怒るバルトロの目を盗みながら2人は愛を確かめあう。伯爵が手紙を落とし、ロジーナはその上にハンカチを落として手紙を拾うがバルトロに見つかる。しかしバルトロに取り上げられる前にロジーナは手紙を洗濯物のリストにすりかえる。ロジーナが後見人の横暴を訴えると伯爵が逆上し、軍刀を振り回しはじめる。フィガロが登場し慌てて伯爵を宥める。大騒ぎをしたため、玄関から軍隊が入ってくる。バルトロが兵士（伯爵）の横暴を士官に訴え、士官は伯爵を逮捕しようとするが、伯爵が士官にこっそり身分を打ち明けたため一転して敬礼して手を引く。伯爵の正体を知らないバルトロたちは驚きのあまり固まってしまう。（「まるでもの凄い鍛冶屋の中に」）

### 第2幕
バルトロが家にいると、今度は音楽教師ドン・バジリオの弟子ドン・アロンゾに化けた伯爵がやってくる。（二重唱「あなたに平安と喜びがありますように」）伯爵は、バジリオは熱のため代わりにきたと偽る。見舞いに行こうとするドン・バルトロを押しとどめるため、先ほどもらったロジーナの手紙を伯爵の泊まっているホテルで偶然手に入れたと言って渡す。バルトロは、ドン・アロンゾを味方だと信用し、ロジーナの歌の稽古を開始する。ロジーナは一目で伯爵（彼女にとってはリンドーロ）と気づき、2人を見張るバルトロの目をかわしながら、2人は愛を確認しあう。
フィガロがバルトロの髭を当たるためにやってくる。タオルを取りに行くためにバルトロは部屋を出ようとするが、フィガロをロジーナのいるところに残すのは危険だと思い、鍵を渡してフィガロにタオルを取ってくるように指示する。フィガロは派手に陶器類を割り、驚き怒りつつバルトロが退場する。フィガロは鍵束からロジーナの部屋の鎧戸の鍵を抜きとって伯爵に渡す。ようやくフィガロがバルトロの髭を当たろうとすると、熱で寝ているはずのドン・バジリオが登場する。
バルトロに具合を尋ねられ、バジリオは何のことかわからない。3人はなんとか誤魔化そうとし、口々にバジリオの顔色が悪い、早く帰るように、しまいにはしょう紅熱だと言い立てる。（「さようなら、先生」）フィガロがバルトロの髭を当たっている間に、伯爵はロジーナに夜に迎えにくることを伝えるが、変装のことを口にしたのをバルトロに聴かれ、正体がばれて伯爵とフィガロは追い出されてしまう。
バルトロは、真相を知るために、召使にバジリオを呼びにいかせ、女中に見張りをさせようとするが、信用できないと思い自分で戸口に立つ。（アリア「爺さんは妻を求め」）バジリオは、自分にドン・アロンゾなどという弟子はいないと言明し、彼は伯爵だろうと告げる。バルトロはすぐに結婚するために、公証人を呼んでくるように頼み、バジリオは引き受ける。
ロジーナに結婚を承諾させるために、バルトロはドン・アロンゾと名乗っていた男（伯爵）から手に入れた手紙を彼女に見せ、アロンゾは彼女をアルマヴィーヴァ伯爵に売るつもりだと吹き込む。ロジーナはリンドーロ（これも伯爵）に裏切られたと思い、復讐のために結婚を承諾する。
嵐のあと、フィガロと伯爵はロジーナの部屋のバルコニーに到着するが、ロジーナは自分を伯爵に売った2人をなじる。伯爵はロジーナが、身分も金もない「リンドーロ」を愛していることを知り、感激して正体を明かす。（三重唱「ああ! 何と意外な展開でしょう!」）
2人が感激していると、カンテラの光が見え、誰かがやってきたことがわかる。逃げようとするとあるはずの梯子がなくなっていて、3人は進退窮まってしまう。光はドン・バジリオで結婚証明書の書類をもった公証人をつれてやってきたのだ。その公証人は先だってフィガロが伯爵のために結婚証明書を作るように依頼していた人物だったので、フィガロはバルコニーから声をかけ書類を受け取ろうとする。バジリオは驚いて止めようとするが、伯爵から指輪を渡されたうえ銃で脅され抵抗をやめる。伯爵とロジーナは書類に署名し、フィガロとドン・バジリオが証人となり、結婚が成立する。
バルトロが兵士を連れてきて、フィガロと伯爵を逮捕するように頼む。伯爵は結婚が成立したことと自らの身分を明かし、無駄な抵抗をやめるように命令する。バジリオに裏切られたバルトロは悔しがり、梯子を外したことが裏目に出たことを後悔するが、伯爵からロジーナの持参金は必要ないといわれ、鉾を収める。恋人たちを祝福してフィナーレ。（小フィナーレII「この素晴らしく幸せな結びつきを」）

## 曲目
- 序曲 Sinfonia

### 第1幕第1場
1. イントロダクション「静かに、静かに」（フィオレッロ、伯爵、合唱） Introduzione:Piano,pianissimo,senza parlar（Fiorello/Conte/Coro）
2. カヴァティーナ「ごらん、空がしらみ」（伯爵） Cavatina:Ecco ridente in cielo（Conte）
3. 「静かに！見えたぞ」（伯爵、合唱） Tacete! geà veggo（Conte/Core）
4. イントロダクション（つづき）「どうだ、フィオレッロ？…」 Seguito dell'introduzion:Ehi, Fiorillo?（Conte/Fiorello）
5. 「有難うございます…旦那さま…」（伯爵、フィオレッロ、合唱） Mille grazie mio Signore...（Conte/Fiorello/Coro）
6. レチタティーヴォ「ぶしつけな奴らだ!」（伯爵、フィオレッロ、フィガロ） Recitativo:Gente indiscretal（Conte/Fiorello/Figaro）
7. カヴァティーナ「ラ、ラン、ラ、レーラ…町の何でも屋に」（フィガロ） Cavatina:La ran la lera...Largo al factotum（Figaro）
8. レチタティーヴォ「ハッハッハ、何て楽しい生活だろう!」（フィガロ、伯爵） Recitativo:Ah ah! che bella vita!（Figaro/Conte）
9. 「まだいらっしゃらない」（ロジーナ、伯爵、バルトロ、フィガロ） Non è venuto ancora（Rosina/Conte/Bartolo/Figaro）
10. 「気の毒な娘だ!」（伯爵、フィガロ、バルトロ） Povera disgraziatal（Conte/Figaro/Bartolo）
11. カンツォーネ「もし私の名を知りたければ」（伯爵、ロジーナ、フィガロ） Canzone:Se il mio nome saper voi bramate（Conte/Rosina/Figaro）
12. レチタティーヴォ「何事だ!」（伯爵、フィガロ） Recitativo: O cielo!（Conte/Figaro）
13. 二重唱「あの不思議にして万能の」（フィガロ、伯爵） Duetto: All'idea di quel metallo（Figaro/Conte）
14. 「あの左側の15番」（伯爵、フィガロ） Numero quindici a mano manca (Conte/Figaro）
15. レチタティーヴォ「立派なご主人だぜ、まったく」（フィオレッロ） Recitativo: Evviva il mio Padrone! (Fiorello）

### 第1幕第2場
1. カヴァティーナ「ある声が今しがた」（ロジーナ） Cavatina: Una voce poco fa（Rosina）
2. 「私は素直で」（ロジーナ） la sona docille（Rosina）
3. レチタティーヴォ「そうよ、きっと勝ってみせるわ」（ロジーナ） Recitativo: Sì, sì, la vincerò（Rosina）
4. 「やあ、おはよう、お嬢さん」（フィガロ、ロジーナ） Oh buon dì, signorina（Figaro/Rosina）
5. 「ああ、フィガロの悪党め!」（バルトロ、ロジーナ、ベルタ、アンブロージョ） Ah disgraziato Figaro!（Bartolo/Rosina/Berta/Ambrogio）
6. 「ああ、ずる賢い床屋め…」（バルトロ、バジリオ） Ah! Barbiere d'inferno...（Bartolo/Basilio）
7. アリア「中傷とはそよ風です」（バジリオ） Aria: La calunnia è un venticello（Basilio）
8. レチタチーヴォ「さあ、いかがなものです?」（バジリオ、バルトロ） Recitativo: Ah! che ne dite?（Vasilio/Bartolo）
9. 「立派だよ、ご両人! たいしたもんだ」（フィガロ、ロジーナ） Ma bravi! ma benone!（Figaro/Rosina）
10. 二重唱「それじゃ私だわ……嘘じゃないわね?」（フィガロ、ロジーナ） Duetto: Dunque io son... tu non m'inganni?（Figaro/Rosina）
11. レチタティーヴォ「さあ、気分がよくなったわ」（ロジーナ、バルトロ） Ricitativo: Ora mi sento meglio（Rosina/Bartolo）
12. アリア「わしのような医者に向かって」（バルトロ） Aria: A un dottor della mia sorte（Bartoro）
13. 「お嬢さん、今度」（バルトロ） Signorina, un'altra valta（Bartolo）
14. レチタティーヴォ「好きなだけ不平を言うがいいわ」（ロジーナ） Recitativo: Brontola quanto vuoi（Rosina）
15. 「今しがたまでこの部屋で」（ベルタ、伯爵） Finora in questa camera（Barta/Cone）
16. フィナーレI「おーい、誰か!…親切なお方…」（伯爵、バルトロ） Finale 1: Ehi di casa!... buona gente（Conte/Bartolo）
17. 「ああ、私の喜びである」（伯爵、バルトロ、ロジーナ） Ah venisse il caro oggeto（Conte/Bartolo/Rosina）
18. 「何事ですか」（フィガロ、バルトロ、伯爵、ロジーナ、ベルタ、バジリオ） Che casa accadde（Figaro/Bartolo/Conte/Rosina/Berta/Basilio）
19. 「静かに。扉を叩いている」（伯爵、バルトロ、ロジーナ、ベルタ、バジリオ、フィガロ） Zitti, chè battone（Conte/Bartolo/Rosina/Berta/Basilio/Figaro）
20. 「皆やめろ」（伯爵） Fermi tutti（Coro）
21. 「この兵隊のわからず屋が」（バルトロ、フィガロ、バジリオ、伯爵、ロジーナ、ベルタ、士官） Questa vesita di soldato（Bartolo/Figaro/Basilio/Conte/Rosina/Berta/Ufficial）
22. 「冷たく、動かない。まるで彫像のように」（ロジーナ、伯爵、バルトロ、フィガロ、バジリオ） Fredda ed immobile come una statua（Rosina/Conte/Bartolo/Figaro/Basilio）
23. フィナーレIのストレッタ「しかし、あなた」「黙れ!」（バルトロ、合唱） Stretta del Finale 1: Ma Signor/Zitto tu!（Bartolo/Coro）
24. 「まるでもの凄い鍛冶屋の中に」（バルトロ、合唱、ベルタ、バジリオ、伯爵、フィガロ、ロジーナ） Mi par d'essere con la testa（Bartolo/Coro/Berta/Basilio/Conte/Figaro/Rosina）

### 第2幕
1. レチタティーヴォ「しかしやっかいなことになった!」（バルトロ） Recitativo: Mavedi il mio destino!（Bartolo）
2. 二重唱「あなたに平安と喜びがありますように」（伯爵、バルトロ） Duetto: Pace e gioia sia con voi（Conte/Bartolo）
3. レチタティーヴォ「要するに、あなた」（伯爵、バルトロ） Recitativo: Insomma, mio signore（Conte/Bartolo）
4. 「おいで、お嬢ちゃん」（バルトロ、ロジーナ、伯爵） Venite, signorina（Bartolo/Rosina/Conte）
5. アリア「真実にして不屈の情熱をもつ」（ロジーナ） Aria: Contro un cor che accende amore（Rosina）
6. 「ほほえむ優しい姿」（ロジーナ、伯爵） Cara immagine ridente（Rosina/Conte）
7. レチタティーヴォ「美しいお声です! とてもお上手です!」（伯爵、ロジーナ、バルトロ） Recitativo: Bella voce! bravissima!（Conte/Rosina/Bartolo）
8. アリエッタ「お前がそばにいる時は」（バルトロ） Arietta: Quando mi sei vicina（Bartolo）
9. レチタティーヴォ「お見事、床屋さん、うまいものだ!」（バルトロ、フィガロ、ロジーナ、伯爵） Recitativo: Bravo, signor Barbiere, ma bravo!（Bartolo/Figaro/Rosina/Conte）
10. 五重唱「ドン・バジリオ!」「なんということだ!」（ロジーナ、伯爵、フィガロ、バルトロ、バジリオ） Quintetto: Don Basilio/Casa veggo!（Rosina/Conte/Figaro/Bartolo/Basilio）
11. 「さようなら、先生」（ロジーナ、伯爵、フィガロ、バルトロ、バジリオ） Buona sera, mio signore（Rosina/Conte/Figaro/Bartolo/Basilio）
12. 「さあさあ、ドン・バルトロ先生」（フィガロ、バルトロ、伯爵、ロジーナ） Orsù, signor Don Bartolo（Figaro/Bartolo/Conte/Rosina）
13. 「悪人ども、チンピラども!」（フィガロ、バルトロ、伯爵、ロジーナ） Bricconi, birbanti!（Figaro/Bartolo/Conte/Rosina）
14. レチタティーヴォ「ああ! ひどい目に遭った」（バルトロ） Recitativo: Ah! disgraziato me!（Bartolo）
15. 「何て疑い深い爺さんだろう!」（ベルタ） Che vecchio sospettoso!（Berta）
16. アリア「爺さんは妻を求め」（ベルタ） Aria: Il vecciotto cerca moglie（Berta）
17. レチタティーヴォ「では、あなたはドン・アロンゾなんて」（バルトロ、バジリオ） Recitativo: Dunque coi, Dn Alonso（Bartolo/Basilio）
18. 「好むと好まざるにかかわらず」（バルトロ、ロジーナ） Per forza o per amore（Bartolo/Rosina）
19. Temporale 嵐の音楽
20. レチタティーヴォ「やっと着きましたよ」（フィガロ、伯爵、ロジーナ） Recitativo: Alfine, eccoci qua（Figaro/Conte/Rosina）
21. 三重唱「ああ! 何と意外な展開でしょう!」（ロジーナ、フィガロ、伯爵） Terzetto: Ah! qual colpo inaspettato（Rosina/Figaro/Conte）
22. 「黙って、黙って、静かに、静かに」（ロジーナ、伯爵、フィガロ） Zitti, zitti, piano, piano（Rosina/Conte/Figaro）
23. レチタティーヴォ「ああ、まずいことになった!」（フィガロ、伯爵、ロジーナ） Recitativo: Ah disgraziati noi!（Figaro/Conte/Rosina）
24. 「ドン・バルトロ! ドン・バルトロ!」（バジリオ、フィガロ、士官、伯爵、ロジーナ） Don Bartolo, Don Bartolo!（Basilio/Figaro/Ufficiale/Conte/Rosina）
25. 「みんな動くな。ほら奴らはここにいる」（バルトロ、フィガロ、士官、伯爵、ロジーナ） Fermi tutti. Eccoli qua!（Bartolo/Figaro/Ufficiale/Conte/Rosina）
26. レチタティーヴォ・インストルメンタート「伯爵だと! おお何たることだ!」（バルトロ、伯爵） Recitativo instrumentato: Il Conte! ah, che mai sento!（Bartolo/Conte）
27. アリア「もう逆らうのをやめろ」（伯爵） Aria: Cessa di più resistere（Conte）
28. 「横暴な悪の権力の」（伯爵） E tu, infelice vittima（Conte）
29. 「さあ皆さん」（伯爵、合唱） Cari amici（Conte/Coro）
30. 「ああ、私の心は恋人たちの中で」（伯爵、合唱） Ah il piu lieto, il piu felice（Conte/Coro）
31. レチタティーヴォ「要するに、わしは何もかも間違っておった」（バルトロ、フィガロ、バジリオ、伯爵、ロジーナ） Recitativo: Insomma, io ho tutti i toriti!（Bartolo/Figaro/Basilio/Conte/Rosina）
32. 小フィナーレII「この素晴らしく幸せな結びつきを」（フィガロ、ベルタ、バルトロ、バジリオ、ロジーナ、伯爵、合唱） Finaletto 2: Di si felice innesto（Figaro/Berta/Bartolo/Basilio/Rosina/Conte/Coro）

## 日本語訳

### 戯曲
- 「セヴィルの理髪師」井上勇訳　聚英閣 1924年（『フイガロの結婚』に収録[6])
- 『セヴィラの理髪師』進藤誠一訳 岩波文庫 1948年
- 『セビラの理髪師』小場瀬卓三訳 『世界文学全集』（モリエール、ボーマルシェ） 河出書房新社 1958年
  - 『セビーリャの理髪師』『マリヴォー・ボーマルシェ名作集』白水社 1977年
- 『セビーリャの理髪師』鈴木康司訳 岩波文庫 2008年

### オペラ
- 『セヴィリアの理髪師 改訂版』チェーザレ・ステルビーニ台本 とよしま洋訳 アウラ・マーニャ/イタリアオペラ出版 イタリアオペラ対訳双書 1999年